# HMS Pathfinder (1904)
El HMS Pathfinder fue el primer barco de su clase de dos cruceros exploradores británicos. Fue construido por Cammell Laird, Birkenhead, botado el 16 de julio de 1904 y puesto en servicio el 18 de julio de 1905. Originalmente debía llamarse HMS Fastnet, pero se le cambió el nombre antes de la construcción. 
Al comienzo de la Primera Guerra Mundial, el Pathfinder fue hundido el 5 de septiembre de 1914 por un submarino alemán, el SM U-21. Fue el primer barco hundido por un torpedo autopropulsado disparado por un submarino (la balandra de guerra USS Housatonic de la guerra civil estadounidense había sido hundido por un torpedo de pértiga).

## Hundimiento

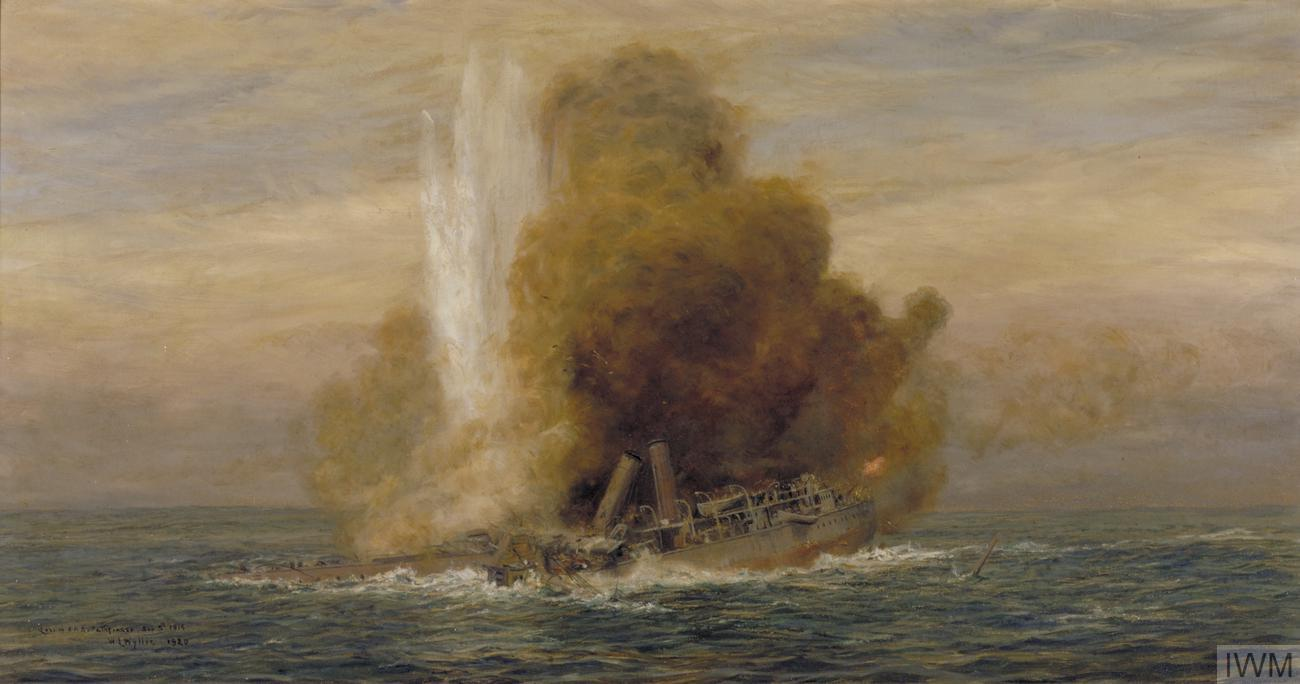
Hundimiento del HMS Pathfinder

A principios de septiembre de 1914, Otto Hersing, comandante del submarino alemán U-21, se aventuró al Fiordo de Forth, hogar de la principal base naval británica en Rosyth. Se sabe que Hersing penetró en el Fiordo de Forth hasta la batería Carlingnose debajo del puente Forth. En un momento dado se vio el periscopio y la batería abrió fuego pero sin éxito. Durante la noche, Hersing se retiró del Forth, patrullando la costa desde la Isla de May hacia el sur. 
En la mañana del 5 de septiembre, observó al HMS Pathfinder en rumbo sur-sureste, seguido por elementos de la 8.ª Flotilla de Destructores. Al mediodía, los destructores cambiaron de rumbo de regreso a la Isla de May mientras el Pathfinder continuaba su patrulla. Poco después, Hersing vio al Pathfinder en su viaje de regreso a través de su periscopio y decidió atacar.
A las 15.43, el U-21 disparó un solo torpedo Tipo G/6 de 50 cm (20 pulgadas) a una distancia de 2000 yardas. A las 15.45, los vigías detectaron una estela de torpedo que se dirigía hacia la proa de estribor y el oficial de guardia, el teniente comandante Favell, intentó tomar una acción evasiva ordenando que el motor de estribor se pusiera a popa y el motor de babor a toda velocidad mientras se giraba el volante con fuerza. a puerto, la maniobra no llegó a tiempo y el torpedo impactó en el barco bajo el puente. La detonación aparentemente hizo estallar bolsas de cordita en el cargador delantero, lo que provocó una segunda explosión más masiva dentro de la sección delantera del barco, destruyendo prácticamente todo lo que estaba delante del puente. 
Partido en dos, el  Pathfinder instantáneamente comenzó a hundirse, arrastrando a la mayor parte de su tripulación con él y dejando una enorme nube de humo marcando la zona del naufragio. El barco se hundió tan rápidamente que no hubo tiempo suficiente para lanzar los botes salvavidas. (De hecho, todavía se pueden ver los restos del pescante y la cuerda de un bote salvavidas en los restos del naufragio, lo que demuestra la velocidad con la que se hundió el barco).
El hundimiento del Pathfinder por un submarino hizo que ambas partes tomaran conciencia de la posible vulnerabilidad de los grandes buques al ataque de submarinos.